# 增地克之
增地克之（日语：／ Masuchi Katsuyuki，1970年9月29日—），日本男子柔道运动员。他曾代表日本参加1994年亚洲运动会柔道比赛，获得一枚金牌。他也曾在1995年夏季世界大学生运动会上获得金牌。